# 951 가스프라
951 가스프라(러시아어: 951 Га́спра , 영어: 951 Gaspra)는 소행성대 안쪽 부분에 매우 근접하여 공전하는 S형 소행성체이다. 가스프라는 처음으로 우주선이 탐사한 소행성으로, 1991년 10월 29일 목성으로 향하던 갈릴레오 탐사선이 가까이 접근하여 관측을 실시하였다.

## 성질

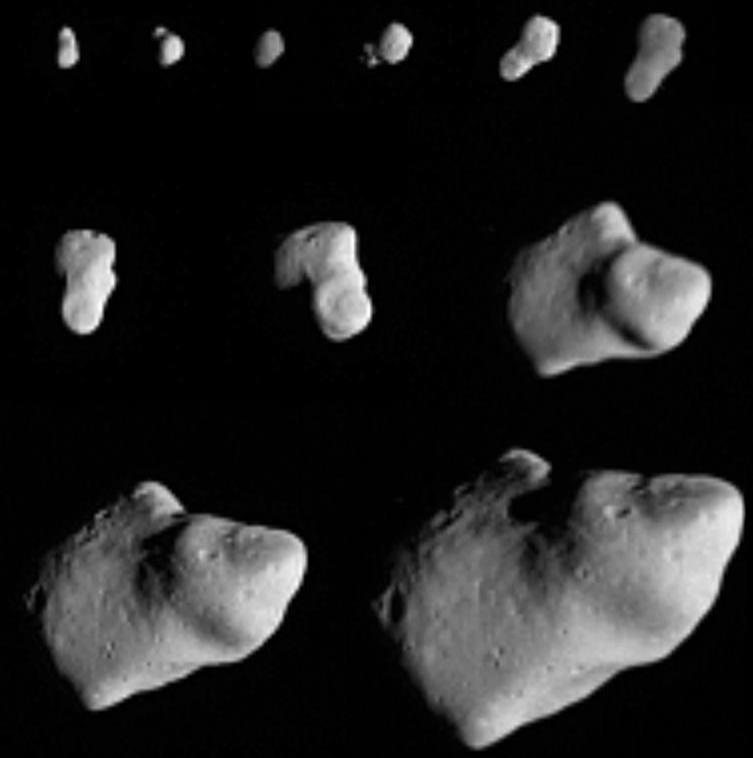
자전하는 가스프라의 연속 사진.

가스프라의 겉넓이는 약 525 km2이고, 이는 대략 괌의 크기와 비슷하다.
가스프라의 극 지방은 적경 0h40m±10m, 적위 27±2°를 가리킨다고 정의되었다. 이는 황도 좌표계 (β, λ) = (21°, 20°)와 같으며, 자전축 기울기는 약 72°이다.
갈릴레오 탐사선은 가스프라를 너무 멀리서 지나쳐가 갈릴레오의 궤도에 영향을 주지 못했고, 따라서 가스프라의 질량에 대한 정보는 존재하지 않는다(갈릴레오가 방문했던 다른 소행성인 243 이다의 경우에는 위성을 발견하였기 때문에 질량을 측정할 수 있었다).

### 표면
작은 충돌구들과는 별개로, 가스프라에는 여섯 곳의 평지와 오목한 지형이 존재한다. 평지 중 하나인 던 지형(Dunne Regio)는 넓이 5×7 km2의 평지로, 200 m 내외의 굴곡으로 평평하다. 이 평지들이 충돌로 인하여 생겨났는지 아니면 가스프라가 기존의 큰 소행성에서 갈라져 나오면서 생성된 것인지는 불명확하다. 약하고 한 방향으로 치우친 가스프라의 중력 환경에서는 충돌구들이 스스로 평평한 모양을 형성하며, 어떤 가설이 맞는지를 증명하기 어렵게 만든다. 평지들과 오목한 지형들은 가스프라가 각도에 따라서 모양이 달라 보이도록 만든다.
가스프라는 감람석이 상당히 포함된 S형 소행성으로 보이며(가스프라의 표면은 감람석과 휘석이 4:1 ~ 7:1 정도로 포함되어 있는 것으로 보인다),> 표면에는 두드러지는 색 패턴이나 반사율 차이가 없지만 미묘한 색 변동은 표면 전체에서 감지된다(상단의 사진 참조).
가스프라의 표면에는 (253 마틸데처럼) 스스로의 크기에 맞는 큰 충돌구가 보이지 않는다. 추측되는 이유로는 플로라 군과 가스프라를 형성하였던 충돌이 그리 오래 전에 일어나지 않았고, 커다란 충돌구가 생길 기회가 아직 없었다는 것이다. 충돌구 수를 통하여 분석된 가스프라의 나이는 2000만 ~ 3억 년 정도이다.
가스프라의 표면에서는 너비 100 ~ 300 m, 길이 2.5 km, 높이 10여 미터의 홈들이 발견되며, 이는 플로라 군과 가스프라의 형성에 관련되어 있을 수도 있다. 홈의 존재는 또한 가스프라가 돌무더기 형식이 아니라 한 덩어리로 결합되어 있음을 시사한다. 홈은 운석 충돌이 일어날 때 아랫쪽의 암석에 충격을 가하여 생성되었다고 여겨진다. 가스프라보다 두드러지는 홈은 화성의 위성인 포보스에 있다. 몇몇 홈들의 모습을 통하여, 가스프라의 표면이 레골리스로 덮여 있을 것이라는 추측 또한 제기되었다.

#### 레골리스
가스프라의 광대한 레골리스의 존재에 대해서는 아직도 논쟁이 지속되는 중이며, 완벽히 이해되지 못하였다. 시각적으로 무엇인가가 가라앉고 덮이는 모습은 상당한 양의 레골리스의 존재를 시사하고, 미묘한 색 변화와 지형 사이의 연관성을 낮은 지대로 레골리스가 이동하는 현상에 의한 것으로 설명할 수 있다는 주장 또한 제기되었다. 하지만 추정량만큼의 레골리스의 출처를 이해하기는 매우 어렵다.
첫 번째로, 가스프라의 탈출 속도는 매우 작고, 따라서 충돌에 의한 레골리스 방출을 두드러지지 않을 만큼으로 유지하였는지를 설명할 수 없다. 가스프라가 다공성 천체이거나 커다란 레골리스 천체에서 갈라져 나온 것이라고 하면 설명할 수 있지만, 맨 처음에 레골리스가 어떻게 모였는지를 설명해야 하는 문제가 있다. 이 문제에 대한 가능한 해답 중 하나는, 플로라 군 및 가스프라 자신이 형성되던 충돌 과정에서 레골리스를 얻었다는 것이다.
두 번째로, 운석 충돌로 인하여 가스프라에서 방출된 물질들을 합쳐도 가스프라의 표면을 10 m 정도만 덮을 수 있는데, 몇몇 충돌구들은 깊이가 더 깊음에도 불구하고 표면 구성물질의 변화가 없다.

## 탐사

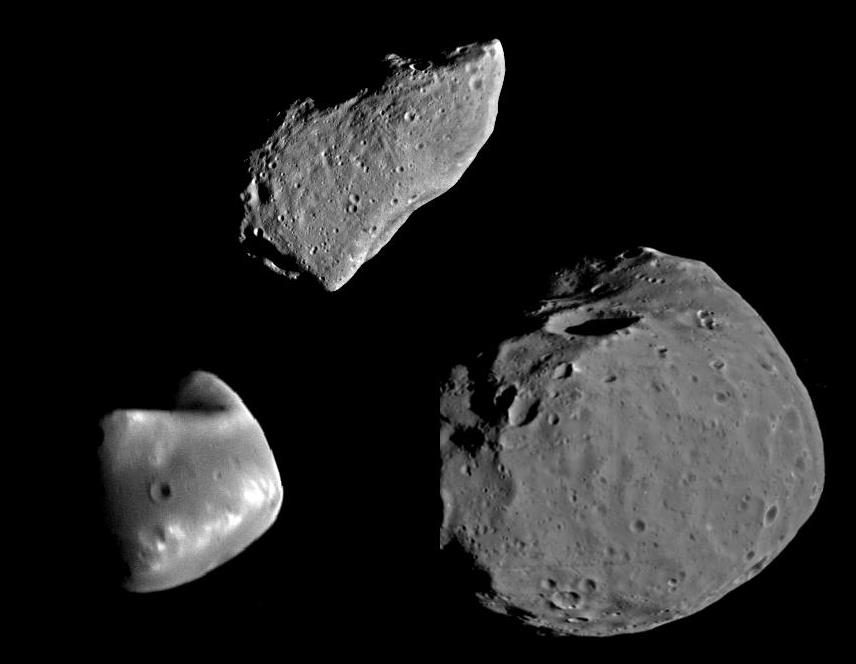
가스프라(제일 위)와 화성의 위성인 포보스와 데이모스

가스프라는 1916년 러시아 천문학자 그리고리 네우이민이 발견하였고, 네우이민은 소행성의 이름을 마을 가스프라의 이름을 따 지었다.
갈릴레오 탐사선은 1991년 10월 29일 가스프라를 1600 km 거리에서 상대속도 8 km/h로 지나쳐갔다. 총 57장의 사진이 지구로 전송되었으며, 가장 가까운 사진은 5300 km에서 찍혔다. 사진 중 화질이 가장 높은 사진은 픽셀 당 54 m의 해상도를 가지고 있다. 남극 주변 지역은 근접 통과 과정 중에 보지 못하였지만, 나머지 소행성 표면의 80% 가량은 촬영되었다.
갈릴레오의 접근 이전에는 가스프라의 위치가 200 km 정도의 오차 범위로 파악되어 있었고, 카메라의 시직경은 약 5°밖에 되지 않았기 때문에, 탐사선은 70,000 km 이상 접근하면 사진을 찍기 위하여 조준해야 하는 위치를 찾을 수 없는 상황이었다. 이 문제를 해결하기 위해, 갈릴레오 탐사 팀은 접근 과정에서 찍힌 사진을 이용하여 위치를 계속 추적해 나갔다. 이 작업은 성공하였고, 탐사선이 5300 km 거리에서까지 사진을 촬영할 수 있도록 하였다. 갈릴레오가 가스프라에 가장 가까이 접근했을 때는 가스프라의 위치가 제대로 파악되지 않았었지만, 운 좋게 한 장이라도 찍히길 기대하면서 51개의 모자이크 사진을 촬영하는 시도를 진행하였었다.